# Flugplatz Dedelstorf
Der ehemalige Flugplatz Dedelstorf war in der Zeit des Nationalsozialismus und in der Nachkriegszeit ein Militärflugplatz in der Nähe von Dedelstorf im niedersächsischen Landkreis Gifhorn.

## Geschichte
Dedelstorf wurde 1936 mit dem Fliegerhorst erstmals Garnison.
Die folgende Tabelle zeigt die vollständige Auflistung aller fliegenden aktiven Einheiten (ohne Schulverbände) der Luftwaffe der Wehrmacht, die hier zwischen 1937 und 1945 stationiert waren.
| Von            | Bis            | Einheit                                                         |
| -------------- | -------------- | --------------------------------------------------------------- |
| August 1939    | September 1939 | I./KG 55 (I. Gruppe des Kampfgeschwaders 55)                    |
| Dezember 1939  | April 1940     | IV.(Stuka)/LG 1 (IV. (Sturzkampf-)Gruppe des Lehrgeschwaders 1) |
| März 1944      | November 1944  | II./KG 200                                                      |
| September 1944 | März 1945      | I./KG 66                                                        |
| November 1944  | Dezember 1944  | I./JG 11 (I. Gruppe des Jagdgeschwaders 11)                     |
| Dezember 1944  | Dezember 1944  | 14./KG 200 (14. Staffel des Kampfgeschwaders 200)               |

Nach Ende des Zweiten Weltkrieges nutzte die British Air Force of Occupation den Platz, den die Alliierten als Airfield B.155 bezeichneten, noch eine kurze Zeit weiter. Im Sommer 1945 lagen hier Tempest-V-Jagdbomber des 135. Wing (Geschwaders). Die Bundeswehr nutzte das Flugfeld nicht mehr.